# Luis Gallardo Pérez
Luis Gallardo Pérez (ur. 21 stycznia 1868 w Burgos, zm. 17 grudnia 1937 tamże) – hiszpański malarz, prawnik i burmistrz miasta Burgos w latach 1923–1924.
Malarstwa uczył się w Academia Provincial de Dibujo de Burgos del Consulado del Mar, gdzie jego nauczycielem byli Evaristo Barrio i Isidro Gil. Na akademii poznał także Marceliano Santa María, z którym później współpracował przy projektowaniu i produkcji tapiserii i dywanów. Malował głównie pejzaże w stylu impresjonistycznym. Czterokrotnie brał udział w Krajowej Wystawie Sztuk Pięknych w Madrycie zdobywając medale i wyróżnienia.
W 1926 r. został profesorem Królewskiej Akademii Sztuk Pięknych św. Ferdynanda w Madrycie. Przyjaźnił się z Eduardo Chicharro y Agüera i Joaquinem Sorollą.

## Dzieła
- Al pie de la Demanda
- Puente de Malatos
- Monte de Gamonal
- Tierra gris
- Valle del Urola
- Caserío con Regato
- Torre de Lope
- Cabeza de viejo
- La Abuelita
- La Noria